# Отруба (Волгоградская область)
Отру́ба — хутор в составе городского округа город Михайловка Волгоградской области.
Население — 255 (2010)

## География
Хутор расположен в степи, в пределах Хопёрско-Бузулукской равнины, в балке Кобылинке (бассейн реки Медведицы), на высоте около 80-100 метров над уровнем моря. Рельеф местности холмисто-равнинный. Почвы — чернозёмы южные.
К хутору имеется 4-км подъезд от автодороги Михайловки - Катасонов. По автомобильным дорогам расстояние до административного центра городского округа города Михайловки — 16 км, до областного центра города Волгограда — 200 км, до хутора Катасонов - 12 км. В 5,5 км к западу расположен хутор Заполосный.
Часовой пояс
Отруба, как и вся Волгоградская область, находится в часовой зоне МСК (московское время). Смещение применяемого времени относительно UTC составляет +3:00.

## История
9 ноября 1906 года выходит указ «О дополнении некоторых постановлений действующего закона, касающихся крестьянского землевладения и землепользования», провозгласивший право крестьян на закрепление в собственность земель, причитавшихся им в общине. Крестьянин мог отрезать эту землю в одном месте и переселиться. Правительство стало скупать у помещиков земли и продавать их крестьянам в рассрочку на 55 лет. В 1907 году многие крестьяне Михайловки, Сидор, Себрова и других сел купили себе земельные участки. Так возник хутор Отруба.
В 1928 году хутор был включён в состав Михайловского района Хопёрского округа (округ упразднён в 1930 году) Нижне-Волжского края (с 1934 года — Сталинградского края, с 1936 года район — в составе Сталинградской области). Хутор являлся центром Отрубского сельсовета. В 1954 году Катасоновский и Отрубский сельсоветы были объединены в один Катасоновский сельский Совет, центр хутор Катасонов.
В 2012 году хутор был включён в состав городского округа город Михайловка

## Население
Динамика численности населения по годам:
| 1987 | 2002 |
| ---- | ---- |
| ≈200 | 227  |

| 1987 | 2002 | 2004 | 2010 |
| ---- | ---- | ---- | ---- |
| 200  | ↗227 | ↗230 | ↗255 |